# Hans Gotland
Hans Gotland – mistrz murarski działający w Toruniu w XV wieku. Zbudował m.in. dwie górne kondygnacje obecnej wieży Bazyliki Katedralnej świętych Janów w latach 1428–1433 oraz Bramę Mostową w 1432 roku.